# Ayomide Folorunso
Ayomide Folorunso, född 17 oktober 1996, är en italiensk friidrottare som tävlar i häcklöpning.

## Karriär
Vid europeiska spelen 2023 tog Folorunso silver på 400 meter häck.